# Nipponomyia joshii
Nipponomyia joshii is een tweevleugelige uit de familie Pediciidae. De soort komt voor in het Oriëntaals gebied.